# Vila Franca de Xira
Vila Franca de Xira ('vilɐ 'fɾɐ̃kɐ dɨ 'ʃiɾɐ) è un comune portoghese di quasi 137 000 abitanti situato nel distretto di Lisbona.
È un centro commerciale e industriale della regione del Ribatejo (Riva del Tago) già porto sulla riva destra del fiume, che è qui attraversato da un ponte in ferro del 1951 rimasto l'unico attraversamento dell'estuario del fiume fino al 1966 quando fu aperto il grande ponte di Lisbona.
È famosa per la grande Praça de Touros, la "piazza dei tori", cioè l'arena dove si fanno dalla domenica di Pasqua fino ad ottobre le "festas bravas" quando si susseguono sfilate, fiere locali, nella prima metà di luglio la grande "Festa del Colete Encarnado"  e vere e proprie corride particolari diverse da quelle spagnole: le pegas in cui una fila di uomini detti "forcados" cerca di afferrare il toro per le corna e di immobilizzarlo senza fare uso di armi, dimostrando forza, grande abilità ed astuzia in una specie di danza col toro. Questo tipo di spettacolo è presente soprattutto nella zona sud del Ribatejo dove si estendono pianure alle volte allagate dal Tago dove sono diffusi gli allevamenti di tori e si addestrano i toreri in vista delle "touradas" grande attrattiva di questa zona.
A Vila Franca de Xira esiste anche un museo dedicato principalmente alle tradizioni taurine: il "Museu Etnografico".

## Società

### Evoluzione demografica
| Popolazione di Vila Franca de Xira (1801 – 2004) | Popolazione di Vila Franca de Xira (1801 – 2004) | Popolazione di Vila Franca de Xira (1801 – 2004) | Popolazione di Vila Franca de Xira (1801 – 2004) | Popolazione di Vila Franca de Xira (1801 – 2004) | Popolazione di Vila Franca de Xira (1801 – 2004) | Popolazione di Vila Franca de Xira (1801 – 2004) | Popolazione di Vila Franca de Xira (1801 – 2004) | Popolazione di Vila Franca de Xira (1801 – 2004) |
| ------------------------------------------------ | ------------------------------------------------ | ------------------------------------------------ | ------------------------------------------------ | ------------------------------------------------ | ------------------------------------------------ | ------------------------------------------------ | ------------------------------------------------ | ------------------------------------------------ |
| 1801                                             | 1849                                             | 1900                                             | 1930                                             | 1960                                             | 1981                                             | 1991                                             | 2001                                             | 2004                                             |
| 3839                                             | 5202                                             | 15766                                            | 24053                                            | 40594                                            | 88193                                            | 103571                                           | 122908                                           | 133224                                           |

## Freguesias
- Alhandra
- Alverca do Ribatejo
- Cachoeiras
- Calhandriz
- Castanheira do Ribatejo
- Forte da Casa
- Póvoa de Santa Iria
- São João dos Montes
- Sobralinho
- Vialonga
- Vila Franca de Xira

## Amministrazione

### Gemellaggi
- Villejuif, Francia